# Марцхаузен
Марцхаузен (њем. Marzhausen) општина је у њемачкој савезној држави Рајна-Палатинат. Једно је од 192 општинска средишта округа Вестервалд. Према процјени из 2010. у општини је живјело 267 становника. Посједује регионалну шифру (AGS) 7143261.

## Географски и демографски подаци
Марцхаузен се налази у савезној држави Рајна-Палатинат у округу Вестервалд. Општина се налази на надморској висини од 300 метара. Површина општине износи 3,0 km². У самом мјесту је, према процјени из 2010. године, живјело 267 становника. Просјечна густина становништва износи 88 становника/km².

## Међународна сарадња
| Мјесто       | Држава               | Врста сарадње | Од    |
| ------------ | -------------------- | ------------- | ----- |
| Хајам Ферерс | Уједињено Краљевство | партнерство   | 1990. |
| Извор        |                      |               |       |